# Carla Lia Monti
Carla Lia Monti (* 1966 in Zürich) ist eine Schweizer Filmemacherin, Drehbuchautorin und Bildhauerin.

## Leben
Nach dem Vorkurs der Hochschule für Gestaltung und Kunst Zürich (HGKZ) besuchte Carla Lia Monti die Fachklasse für Bildhauerei an der Basler Hochschule für Gestaltung und schloss im Jahr 1994 als eidgenössisch diplomierte räumliche Gestalterin ab. Schon damals richtete sie ihre künstlerische Praxis vermehrt auf das Medium Film aus und realisierte ihre ersten Trickfilme: «Im Film kommt alles zusammen, was mich interessiert: Bildkomposition, Musik, Schauspiel, Literatur, Architektur, Sprache, Dramaturgie, Bewegung. Ich hatte mein Medium entdeckt.» 1994 bis 1999 absolvierte sie den Studiengang Film/Video an der Hochschule für Gestaltung und Kunst Zürich.
Nebst der Realisation ihrer eigenen Filme arbeitet Monti im Auftrag als Regisseurin, Script Supervisor und Produzentin, sowie als Dozentin für Dramaturgie und Filmgeschichte. Sie ist Mitglied der Schweizer Filmakademie.
Monti hat zwei Kinder. Sie lebt und arbeitet in Zürich und der Bretagne.

## Werk
Carla Lia Montis Filme zeichnen sich durch visuelle und auditive Opulenz, überzeichnete Figuren und rabenschwarzen Humor aus. Ihr Abschlussfilm an der HGKZ Walter Tell, eine Dekonstruktion des Schweizer Nationalhelden Wilhelm Tell, wurde vom Schweizer Fernsehen mitproduziert. Sie castete dafür die beiden Schauspieler Hans-Peter Ulli und Antoine Monot Jr., mit denen sie auch später wieder zusammenarbeitete. Nach der Ausstrahlung des Films am 2. August 1999 hatte der Sender eine Klage am Hals. Ihr Spielfilmdebüt Räuberinnen, eine «sexuell aufgeladene Märchen-Parodie» und lose filmische Anspielung auf Schillers Räuber löste eine öffentliche Kontroverse über die Schweizer Filmförderung aus.

## Filmografie (Auswahl)
- 2009: Räuberinnen
- 2002: Mama hat dich lieb
- 1999: Walter Tell